# Stewart Downing
Stewart Downing (ur. 22 lipca 1984 w Middlesbrough) – angielski piłkarz występujący na pozycji skrzydłowego w Middlesbrough i reprezentacji Anglii.

## Kariera klubowa
Stewart Downing urodził się w Middlesbrough. Swoją karierę piłkarską rozpoczął w miejscowym klubie Middlesbrough. W roku 2001 został włączony do pierwszej drużyny tego klubu. Zadebiutował w nim 24 kwietnia 2002 roku w przegranym 0-1 ligowym pojedynku z Ipswich Town. W debiutanckim sezonie w drużynie Middlesbrough piłkarz wystąpił w trzech spotkaniach. 1 października tego samego roku w wygranym 4-1 meczu Pucharu Ligi z Brentford zdobył swoją pierwszą bramkę w zawodowej karierze. W tym sezonie wystąpił jeszcze w dwóch pojedynkach. W następnych rozgrywkach Downing rozegrał w Middlesbrough trzy spotkania.
29 października 2003 roku został wypożyczony do Sunderlandu. Pierwszy występ w tej drużynie zaliczył 1 listopada, kiedy to zagrał w zremisowanym 0-0 meczu z West Bromwich Albion. Niedługo po tym, 4 listopada, w pojedynku z Gillingham zaliczył swoje pierwsze trafienie dla Sunderlandu. W tej ekipie wystąpił jeszcze pięciokrotnie strzelając przy tym dwie bramki (w spotkaniach z Wigan Athletic i Coventry City).
Następnie powrócił do Middlesbrough. Po półtoramiesięcznej nieobecności Downing zaczął częściej występować w swojej drużynie i sezon 2003/2004 zakończył z 20 ligowymi występami. W następnych rozgrywkach Anglik zaliczył już 35 występów oraz zdobył w nich pięć bramek. W sezonie 2005/2006 jego drużyna dotarła do finału Pucharu UEFA. Downing wystąpił w tym meczu, jednak jego ekipa przegrała 0-4 z Sevillą. W całym sezonie zaliczył już tylko 12 występów, strzelając przy tym jedną bramkę (w wygranym 3-0 meczu z Chelsea). Przez następne lata Downing nie stracił miejsca w wyjściowej jedenastce, występując kolejno w 34 i 38 meczach Premier League. 26 lutego 2008 roku podpisał ze swoim klubem nowy, pięcioletni kontrakt obowiązujący do 2013 roku. W sezonie 2008/2009 wystąpił w 37 ligowych spotkaniach, jednak jego zespół nie zdołał utrzymać się w Premier League. W ostatnim meczu rozgrywek doznał także kontuzji stopy.
Po spadku Middlesbrough z Premier League, 16 lipca 2009 roku Downing przeniósł się do Aston Villi za 12 milionów funtów. W nowym klubie zadebiutował 21 listopada w pojedynku z Burnley. 1 grudnia w meczu Pucharu Ligi z Portsmouth zdobył pierwszą bramkę dla Aston Villi. W sezonie 2009/2010 rozegrał 35 meczów, w których zdobył trzy gole.
15 lipca 2011 roku Downing przeniósł się do Liverpoolu F.C. podpisując z tym klubem długoterminowy kontrakt. Wartość transferu oraz długość trwania kontraktu nie zostały ujawnione. Swoją pierwszą bramkę w barwach Liverpoolu zdobył 6 stycznia 2012 roku w meczu Pucharu Anglii z trzecioligowym Oldham Athletic. W sezonie 2011/2012 Downing zdobył z drużyną klubową Puchar Ligi Angielskiej oraz zagrał w finale Pucharu Anglii.
13 sierpnia 2013 roku przeszedł do londyńskiego klubu West Ham United.
16 lipca 2015 roku przeszedł do Middlesbrough.

## Kariera reprezentacyjna
W latach 2004-2005 Downing zaliczył osiem występów w reprezentacji Anglii do lat 21. W seniorskiej kadrze zadebiutował 9 lutego 2005 roku, kiedy to zmienił Shauna Wright-Phillipsa w towarzyskim spotkaniu z Holandią. Rok później Sven-Göran Eriksson powołał go na odbywający się w Niemczech mundial. Na tej imprezie Anglia dotarła do ćwierćfinału, w którym została wyeliminowana przez Portugalię. Downing zagrał na tym turnieju we wszystkich trzech spotkaniach grupowych. 16 maja 2012 roku znalazł się w 23-osobowej kadrze powołanej na Euro 2012. Dotychczas w barwach narodowych wystąpił ponad 30 razy, jednak nie strzelił w nich żadnej bramki.

## Statystyki kariery
Aktualne na dzień 23 maja 2017 r.
| 2001/02            | Middlesbrough      | Premier League     | 3   | 0  | 0  | 0 | 0  | 0 | —  | — | 3   | 0  |
| 2002/03            | Middlesbrough      | Premier League     | 2   | 0  | 0  | 0 | 1  | 1 | —  | — | 3   | 1  |
| 2003/04            | Middlesbrough      | Premier League     | 20  | 0  | 2  | 0 | 2  | 0 | —  | — | 24  | 0  |
| 2003/04            | Sunderland (wyp.)  | First Division     | 7   | 3  | —  | — | —  | — | —  | — | 7   | 3  |
| 2004/05            | Middlesbrough      | Premier League     | 35  | 5  | 2  | 0 | 2  | 0 | 9  | 1 | 48  | 6  |
| 2005/06            | Middlesbrough      | Premier League     | 12  | 1  | 5  | 0 | 0  | 0 | 9  | 0 | 26  | 1  |
| 2006/07            | Middlesbrough      | Premier League     | 34  | 2  | 8  | 0 | 0  | 0 | —  | — | 42  | 2  |
| 2007/08            | Middlesbrough      | Premier League     | 38  | 9  | 5  | 1 | 2  | 0 | —  | — | 45  | 10 |
| 2008/09            | Middlesbrough      | Premier League     | 37  | 0  | 5  | 2 | 1  | 0 | —  | — | 43  | 2  |
| 2009/10            | Aston Villa        | Premier League     | 25  | 2  | 6  | 0 | 4  | 1 | —  | — | 35  | 3  |
| 2010/11            | Aston Villa        | Premier League     | 38  | 7  | 3  | 0 | 2  | 1 | 1  | 0 | 44  | 8  |
| 2011/12            | Liverpool          | Premier League     | 36  | 0  | 6  | 2 | 4  | 0 | —  | — | 46  | 2  |
| 2012/13            | Liverpool          | Premier League     | 29  | 3  | 2  | 0 | 2  | 0 | 13 | 2 | 46  | 5  |
| 2013/14            | West Ham           | Premier League     | 32  | 1  | 1  | 0 | 4  | 0 | —  | — | 37  | 1  |
| 2014/15            | West Ham           | Premier League     | 37  | 6  | 4  | 0 | 1  | 0 | —  | — | 42  | 6  |
| 2015/16            | Middlesbrough      | Championship       | 45  | 3  | 0  | 0 | 4  | 0 | —  | — | 49  | 3  |
| 2016/17            | Middlesbrough      | Premier League     | 30  | 1  | 2  | 0 | 1  | 0 | —  | — | 33  | 1  |
| Łącznie w karierze | Łącznie w karierze | Łącznie w karierze | 459 | 43 | 51 | 5 | 30 | 3 | 32 | 3 | 572 | 54 |